# Ређоне Лјона (Кунео)
Ређоне Лјона је насеље у Италији у округу Кунео, региону Пијемонт.
Према процени из 2011. у насељу је живело 98 становника. Насеље се налази на надморској висини од 442 м.